# Rodgero Prümers

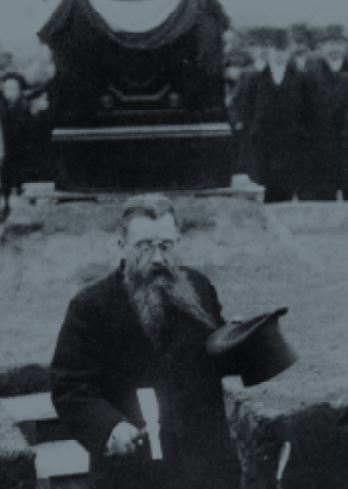
Rodgero Prümmers bei der Grundsteinlegung des Gneisenau-Denkmals am 13. März 1913

Rodgero Prümers (* 16. März 1852 in Dorsten; † 27. Februar 1921 in Wernigerode) war ein Historiker und Staatsarchivar.

## Leben
Nach Abschluss des Gymnasiums Arnoldinum 1870 in Burgsteinfurt studierte Prümers Geschichte an den Universitäten Bonn, München und Göttingen (1870–1874). Er promovierte 1874 in Göttingen mit einer Arbeit über „Albero von Montreuil, Erzbischof von Trier 1132–1152“. Seine Archivlaufbahn begann er im Oktober 1874 am Staatsarchiv Magdeburg. Im Februar 1875 wurde er an das Staatsarchiv Stettin versetzt (1877 Archivsekretär). Seine letzte berufliche Station war ab Oktober 1884 das Staatsarchiv Posen, wo er zunächst als Archivrat dann als Archivdirektor arbeitete. Er trat 1919 als Geheimer Archivrat in den Ruhestand.
Rodgero Prümers wurde nach dem Tod von Bernhard Endrulat (1828–1886) mit nur 34 Jahren zum Leiter des Posener Archivs bestellt. Er war mit einer Holländerin verheiratet. In Posen wurde er bald Meister vom Stuhl der Johannisfreimaurerloge „Zum Tempel der Eintracht“. Er gründete zusammen mit Adolf Warschauer (1855–1930) im Jahr 1885 die „Historische Gesellschaft für die Provinz Posen“. 1903 war er Gründungsdirektor der Königlichen Akademie zu Posen. Sein Hauptwerk ist die Bearbeitung der Bände 2 und 3 des Pommerschen Urkundenbuchs.

## Schriften (Auswahl)
- Albero von Montreuil, Erzbischof von Trier 1132–1152. (= Dissertation Göttingen 1874). Robert Peppmüller, Göttingen 1874. (Digitalisat)
- Prümers, Rodgero. Publikationen in der bibliografischen Datenbank der Regesta Imperii.